# Renault 14/20 CV
Der Renault 14/20 CV war eine Pkw-Modellreihe des französischen Automobilherstellers Renault aus der Zeit vor dem Zweiten Weltkrieg. Dabei stand das CV für die Steuer-PS. Zu dieser Modellreihe gehörten:
- Renault Type N (a) (1902–1903)
- Renault Type S (1903)
- Renault Type X (1905–1909)